# Éxodo nizardo
El éxodo nizardo fue uno de los primeros fenómenos migratorios que experimentó la población italiana en la Edad Contemporánea. A partir de 1860, en concomitancia y seguido de la cesión de Niza y del Reino de Cerdeña a Francia, en aplicación de los acuerdos firmados por los gobiernos de ambos países tras la Segunda Guerra de Independencia. Parte de la población eligió emigrar al nuevo estado italiano. La parte de los nizardos que decidió quedarse, sufrió un proceso de afrancesamiento.
Se vio favorecido y a menudo impuesta una progresiva difusión de la lengua francesa en detrimento de la italiana. Se cerraron todas las publicaciones de los periódicos italianos, como La voce di Nizza. Fueron cambiados algunos apellidos nizardos (por ejemplo, "Bianchi" se convirtió en "Leblanc" y "Del Ponte", "Dupont"). Hasta los años treinta del siglo XX el centro de Niza era todavía de mayoría italiana.
Hoy en día sobreviven caracteres italianos en los usos, en las costumbres y en la cultura aunque sólo a lo largo de la frontera con Italia.